# Pediatria metaboliczna
Pediatria metaboliczna – specjalizacja lekarska zajmująca się diagnostyką i leczeniem wrodzonych błędów metabolizmu. W Polsce konsultantem krajowym pediatrii metabolicznej od 21 czerwca 2018 jest dr hab. n. med. Jolanta Sykut-Cegielska.